# Olla (grecorromana)

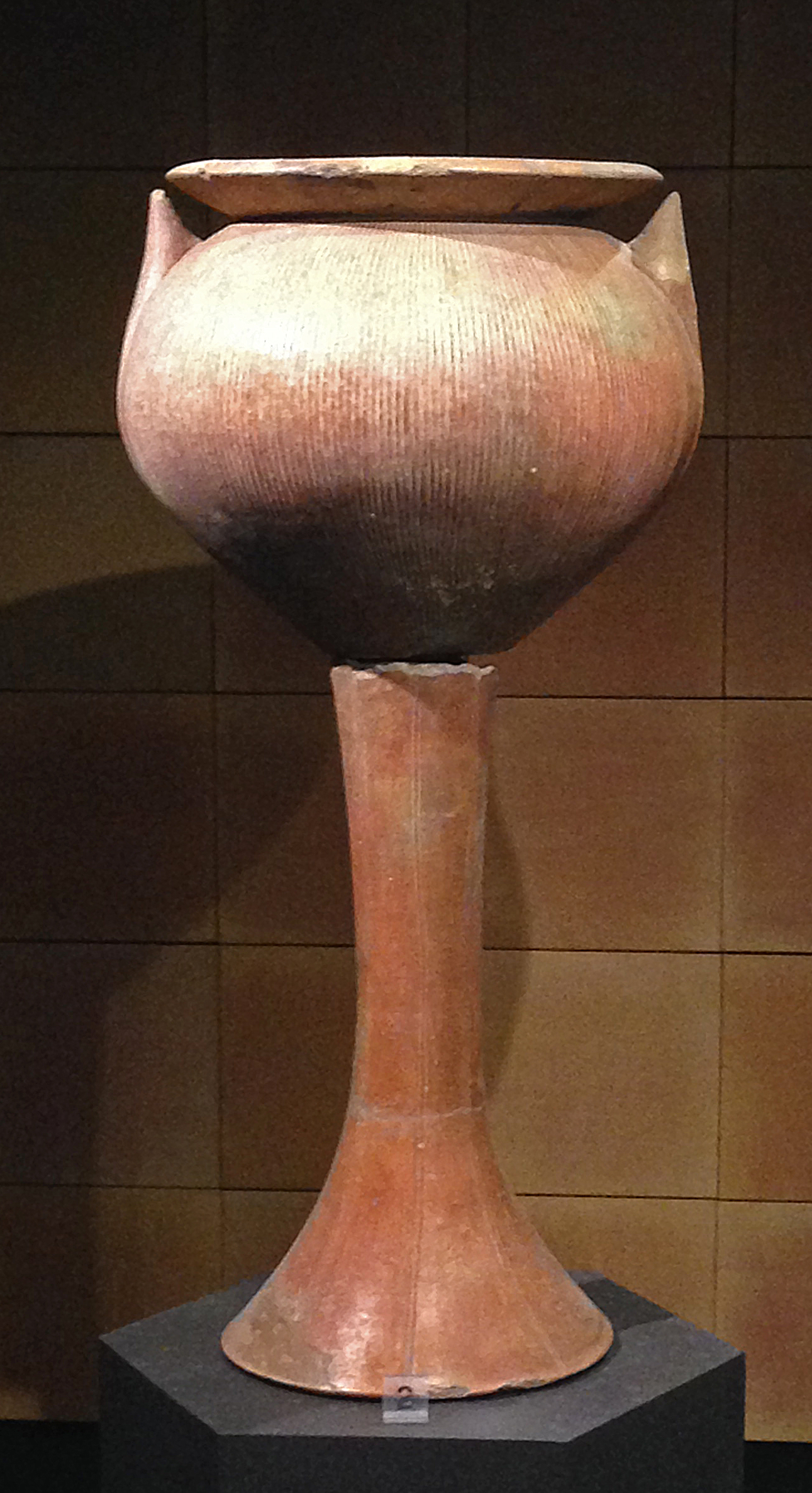
Olla de la fase Pantálica I.

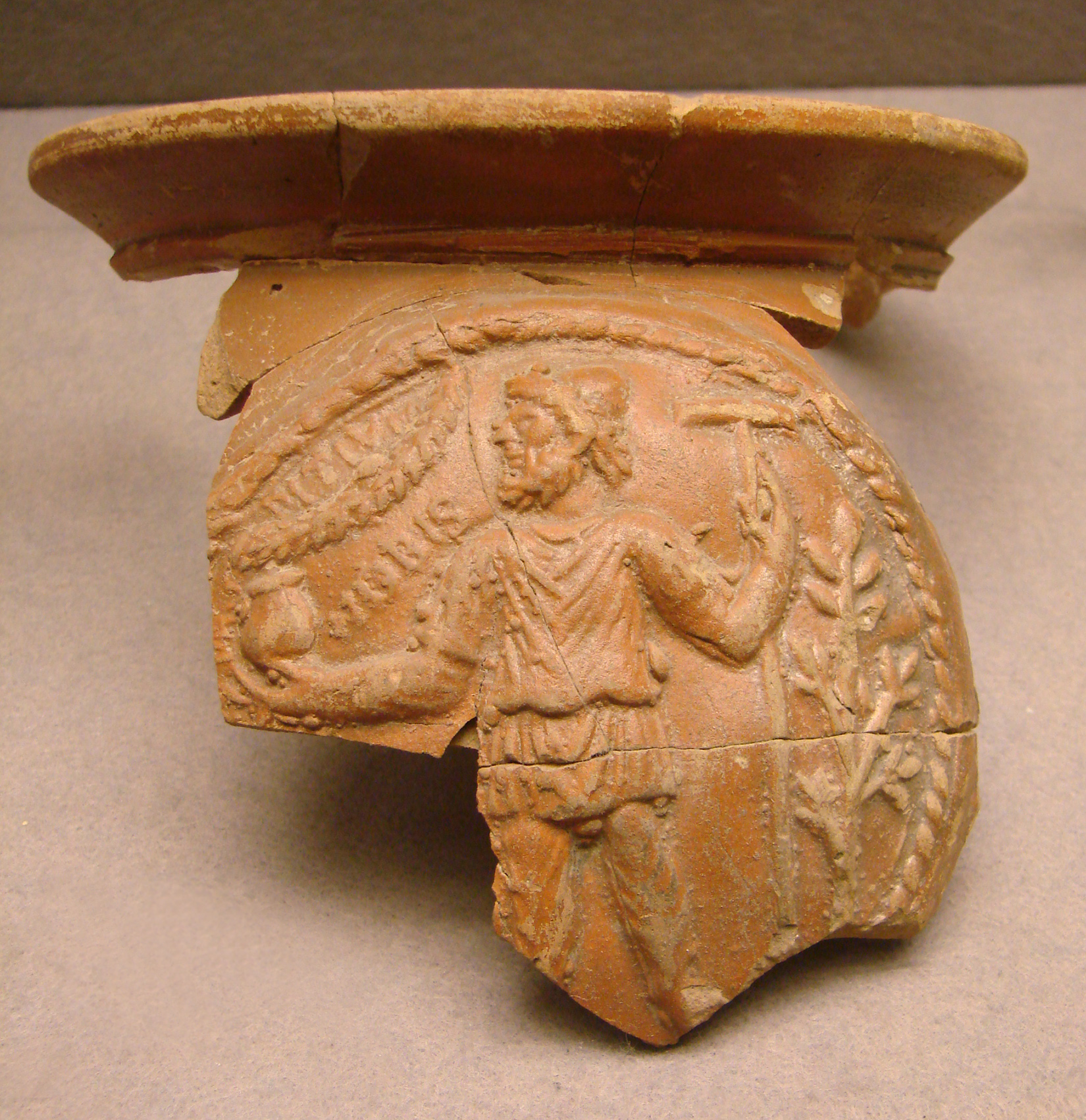
En la mano derecha del dios galo-romano Sucellos aparece una olla; la forma del fragmento sugiere que la propia vasija podría haber sido una olla.

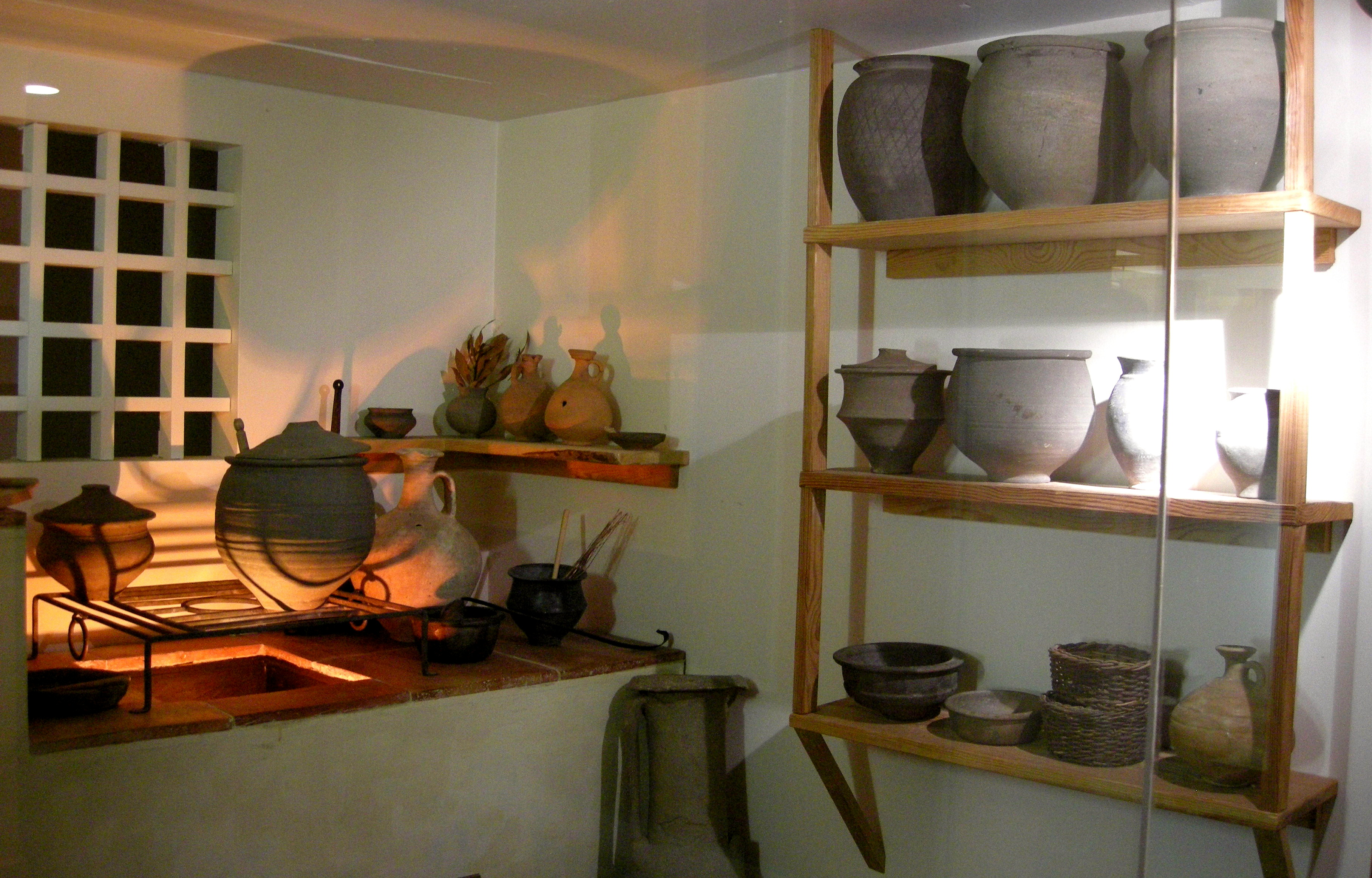
Ollae de formas variadas en una reconstrucción de una cocina romana; estante superior, y en el estante sobre el fuego.

Una olla (del latín: olla, y éste del latín arcaico: aula o aulla; griego: χύτρα, chytra) es un recipiente de cocina de la Antigua Grecia, sin o con asa y forma esférica, panzuda y provista de tapa. Solía ser de arcilla o metal. Se colocaba sobre una base de tres patas para cocinar. La olla también se utilizaba para almacenar y conservar fruta y pescado o para hacer leche agria. En estos casos, también se utilizaban otros tipos parecidos. En épocas posteriores, los ollai también se hacían de vidrio. 

## Antigua Roma
En la tipología de la cerámica romana antigua, la olla es una vasija que se distingue por su "panza" redondeada, normalmente sin asas o con asas pequeñas, o a veces con volutas en el borde, y fabricada dentro de la esfera de influencia romana.
Se utilizaba en el ámbito culinario para guardar alimentos o preparar platos, y entre los siglos I a. C. y I, los romanos utilizaron también una forma especial de olla, la olla ossuaria, que se utilizaban para guardar las cenizas de un difunto. En estos casos, las ollae llevaban el nombre del difunto en la tapa o en el vientre. Las ollae se fabricaban con distintos tipos de materiales como terracota, travertino, vidrio, alabastro o mármol.
La olla también encontró un uso ritual especial en la religión romana, por ejemplo entre los hermanos arvales, sacerdotes de la Dea Dia, que vertían ollae llenas de puls sobre la tierra como comida para la Mater Lares.

## Otros
El término olla también puede utilizarse para los ejemplos etruscos y galos, o para la cerámica griega hallada en un entorno italiano.
Desde la Edad Media hasta principios de la Edad Moderna, la olla se utilizó para referirse a una olla de cocina.